# Années 50
Les années 50 couvrent les années 50 à 59. 
- Pour les années 1950 à 1959, voir Années 1950.

## Événements

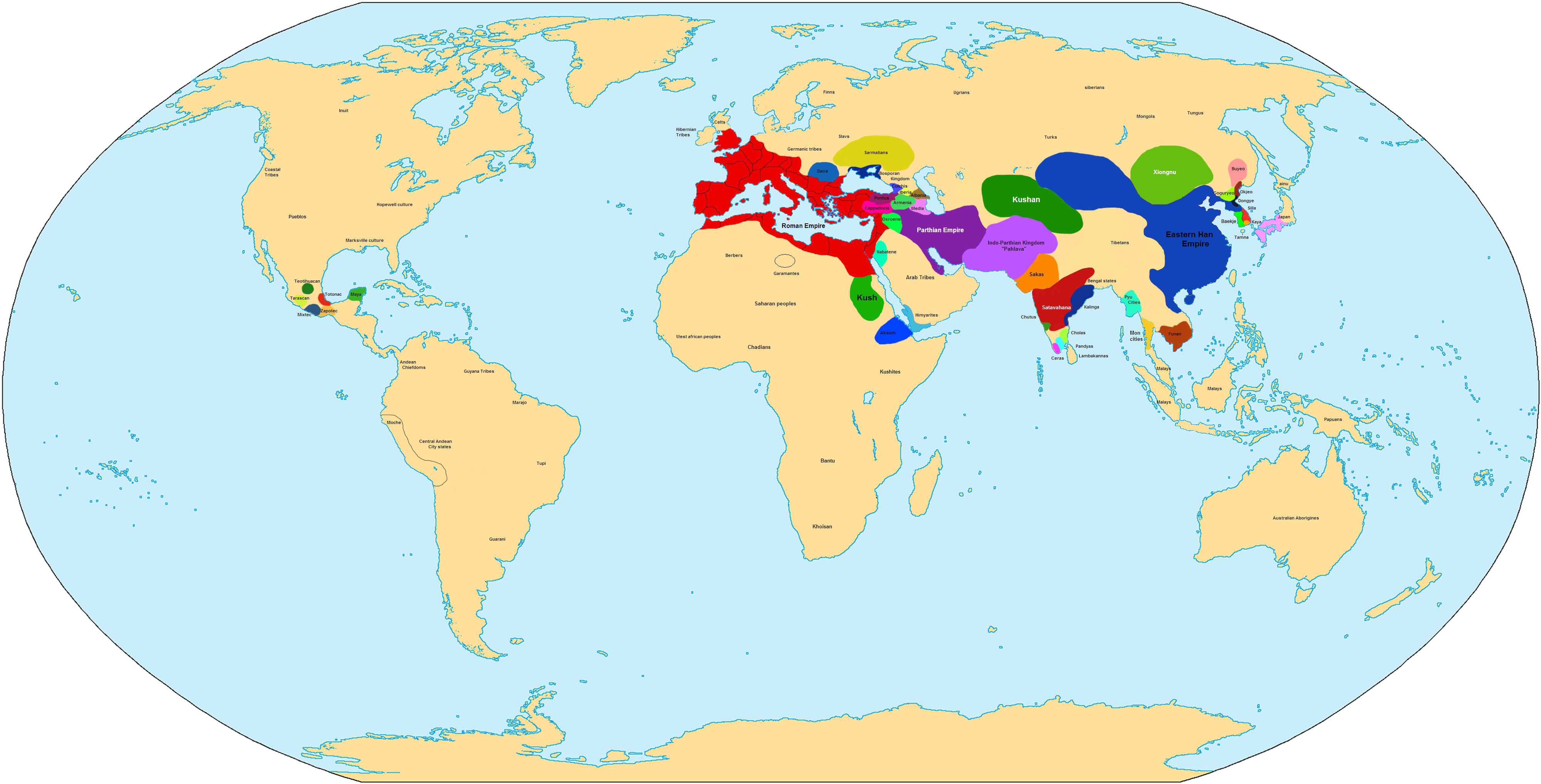
Le monde en 50.

- 45-60 : conquêtes du roi kouchan Kujula Kadphisès. Les Kouchans (Kushans), dont le roi le plus célèbre sera Kanishka Ier (127-147, dates probables), contrôlent le nord de l'Inde[1].
- Vers 50 : fondation de Londinium (Londres) comme chef-lieu de Civitas à proximité d’un gué sur la Tamise[2] (la première date dendrochronologique de construction d'un bâtiment est de la fin de l'an 52[3]). Elle a alors une vocation stratégique et commerciale, avant de devenir un centre politique au IVe siècle.

- 50-52 : deuxième voyage de Paul de Tarse, parti évangéliser la Grèce. Il séjourne à Philippes et fonde une église à Corinthe[4]. Le christianisme pénètre en Europe. Il écrit les Épîtres aux Thessaloniciens première et deuxième.
- 52-54 : colonie romaine de Ptolemaïs-Akko en Judée, qui reçoit le nom de Colonia Claudii Caesaris[5].

- 53 : les Parthes envahissent l'Arménie. La guerre entre Rome et les Parthes reprend. Corbulon mène une campagne victorieuse en Orient en 58-60 puis en 63 après la contre-offensive parthe[6].
- 53-58 : troisième voyage de Paul de Tarse[4]. Il consolide les liens entre les communautés chrétiennes d'Asie Mineure et de Grèce. Il écrit les Épîtres aux Corinthiens et l’Épître aux Romains. Arrêté à Jérusalem en 58 pour troubles dans le Temple, il sera jugé à Rome devant l'empereur et acquitté en 63[4].
- 54-68 : principat de Néron[7].

- Vers 58 : l'apôtre Paul écrit son Épître aux Romains[8] (Tous les hommes sont pêcheurs et peuvent être rachetés, mais par la seule foi).

- Pline l'Ancien, dans son Histoire naturelle, raconte le voyage d’un chevalier romain parti sous Néron sur ordre de Carnuntum (Pannonie) jusqu’à la mer Baltique pour aller chercher de l’ambre dont le plus gros morceau pèse quelque 6,5 kilos[9].
- Le navigateur grec Diogène découvre les Grands Lacs africains[10].
- Sous Néron (54-68), Rome annexe Aden pour protéger la voie maritime Alexandrie-Asie et envoie deux centurions dans le sud de l'Égypte, jusqu'au Bahr el-Ghazal, pour découvrir les sources du Nil et de nouveaux débouchés[11]. Ceux-ci rapportent que beaucoup de villes sur le chemin de Méroé ont fait place au désert, et ajoutent que le pays leur semble trop pauvre pour valoir une expédition de conquête.

## Personnalités significatives

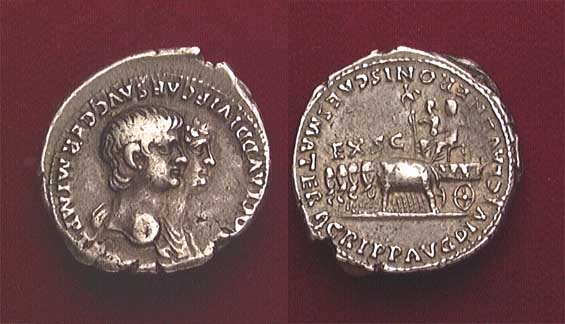
Néron et Agrippine, denier de 55

- Agrippine la Jeune
- Caratacos
- Corbulon
- Marc (évangéliste)
- Néron
- Thomas (apôtre)
- Tiridate Ier d'Arménie